# Atomic (Rockets)
Atomic è il sesto album studio dei Rockets, pubblicato nel 1982. È l'ultimo con Christian Le Bartz e Alain Groetzinger, e anche l'ultimo del cosiddetto "periodo argentato", nel quale i componenti del gruppo si presentavano come alieni rasati e argentati.

## Tracce
1. Atomic – 4:06 (testo: Gérard L'Her – musica: Gérard L'Her, Alain Maratrat)
2. Some Other Place, Some Other Time – 4:50 (testo: Gérard L'Her – musica: Gérard L'Her, Alain Maratrat)
3. Star Vision – 5:51 (Alain Maratrat)
4. Run To The Stars – 4:40 (testo: Gérard L'Her – musica: Alain Maratrat, Gérard L'Her)
5. Future Game – 4:56 (testo: Gérard L'Her – musica: Alain Maratrat)
6. Light Speed Junky – 3:30 (testo: Gérard L'Her – musica: Fabrice Quagliotti)
7. The Martian Way – 5:18 (Gérard L'Her)
8. Radio Station – 5:24 (testo: Gérard L'Her – musica: Alain Maratrat, Claude Lemoine)
9. Pictures On The Wall - Demo Tape From The "Ghost Album" (Bonus Track) – 4:04 (musica: Gérard L'Her, Alain Maratrat)

## Formazione
- Christian Le Bartz - voce
- 'Little' Gérard L'Her - voce e basso
- Alain Maratrat - chitarra, tastiere e voce
- Alain Groetzinger - batteria e percussioni
- Fabrice Quagliotti - tastiere